# Коленки (Кировская область)
Коленки — деревня в Тужинском районе Кировской области. Входит в состав Тужинского городского поселения. 

## География
Находится на расстоянии примерно 7 километров по прямой на юго-восток от районного центра поселка Тужа.

## История
Известна с 1873 года, когда здесь (починок Тетерин или Коленки) было учтено дворов 17 и жителей 117, в 1905 28 и 415, в 1926 (уже деревня Коленки) 38 и 209, в 1950 44 и 154. В 1989 году проживало 16 человек.

## Население
Постоянное население составляло 9 человек (русские 100%) в 2002 году, 3 в 2010.